# 吳詩儀
吳詩儀（1998年4月27日—），台灣的女子拳擊運動員。出生於台灣臺北市，目前就讀於國立體育大學。吳詩儀在2019年亞洲拳擊錦標賽奪下銀牌。曾參加過東京奧運，在2023年杭州亚运拳擊60公斤奪下銅牌，取得2024年夏季奧林匹克運動會的參賽資格後，在巴黎奧運女子輕量級拳擊準決賽中不敵中國選手楊文璐奪下銅牌。

## 生平

### 早年
吳詩儀並無自幼開始訓練，他在國中時加入拳擊社並對其產生興趣，才逐漸走向國手之路。

## 外部連結
- 吳詩儀的Instagram帳戶
- 吳詩儀在奧林匹克官網的頁面
- 吳詩儀在BoxRec的資料